# Парламентские выборы в Португалии (2024)
Парламентские выборы в Португалии, (порт. Eleições legislativas portuguesas de 2024) состоялись 10 марта 2024 года. Победу с незначительным преимуществом одержала коалиция Демократический альянс, набравшая 28,8 процентов голосов и получившая 80 мест в 230-местном парламенте, ведущую роль в ней играла Социал-демократическая партия. Результаты выборов свидетельствовали о резкой перемене в настроении избирателей, всего лишь два года назад уверенно отдавших предпочтение Социалистической партии. По итогам выборов президент Португалии назначил лидера социал-демократов Луиша Монтенегру премьер-министром и поручил ему сформировать новое правительство. Однако незначительное относительное большинство социал-демократов в парламенте вынуждает их искать поддержки других партий и обещает сказаться на политической стабильности в стране уже осенью 2024 года во время обсуждения бюджета на следующий 2025 год.

## Предыстория
Как и предшествовавшие им выборы в Ассамблею республики, парламентские выборы 10 марта 2024 года были внеочередными (срок полномочий парламента истекал в январе 2026 года). Необходимость в их проведении возникла после того, как в 15 января президент Марселу Ребелу де Соуза распустил парламент — решение, последовавшее за прошением об отставке, поданным премьер-министром Антониу Коштой 7 ноября 2023 года.

### Политический кризис осени 2023 г.
Утром 7 ноября 2023 года стало известно, что сотрудниками полиции и прокуратуры проводятся обыски в официальной резиденции премьер-министра и ряде министерств. В рамках масштабной операции «Торговля влиянием» (порт. Operação "Influencer") по подозрению в коррупции были задержаны глава администрации премьер-министра Витор Эшкариа, адвокат и личный друг премьера Диогу Ласерда Машаду и три предпринимателя, связанные с реализацией резонансных проектов развития. Формальные обвинения были предъявлены бывшему министру инфраструктуры и главе Португальского агентства по охране окружающей среды. Тень подозрения в коррупции пала на самого премьера.
В тот же день после встречи с президентом Антониу Кошта объявил о своем намерении подать в отставку. Президент отставку принял, после чего обсудил ситуацию с лидерами парламентских партий и членами Государственного совета. 9 ноября 2023 года Марсело Ребелу де Соуза объявил о своём решении распустить парламент и провести досрочные выборы 10 марта 2024 года.
Но интрига этим не исчерпывалась. Подозрения в коррупции − как те, что послужили лишь основой для дальнейшего расследования, так и уже сформулированные и предъявленные в виде формальных обвинений − во многом основывались на прослушивании сотрудниками прокуратуры телефонных разговоров подозреваемых. Однако через несколько дней после обысков и отставки премьера выяснилось, что материалы «прослушки» были неверно интерпретированы: под именем «Кошта» в них фигурировал не премьер-министр, а его подчинённый (и однофамилец), министр экономики Антониу Кошта Силва. Таким образом основания для подозрений в адрес главы правительства если не исчезли полностью, то оказались сильно размытыми, между тем, его отставка уже состоялась, и в стране были назначены досрочные парламентские выборы.

## Предвыборная кампания
Хотя со времени предыдущих парламентских выборов прошло немногим более двух лет, политический пейзаж в стране существенно изменился. В 2022 году выборы завершились для социалистов неожиданным триумфом, и во второй раз в истории СП получила абсолютное большинство в парламенте и возможность сформировать однопартийное правительство. Однако последующие месяцы показали, что лидеры партии не смогли использовать ситуацию наилучшим для себя и страны образом, поддавшись искушению «продавливать» решение вопросов там, где требовались открытость к сотрудничеству и политический такт.

Уровень поддержки португальскими избирателями политических партий на протяжении 2022 − 2024 гг.

Ещё одной причиной, способной оттолкнуть избирателей от социалистов, была череда непрекращавшихся скандалов, в которых оказывались замешаны правительственные чиновники: порядка 14 высших чинов в системе португальской гражданской службы, включая самого лидера СП Педру Нуну Сантуша, были уволены или подали в отставку за два года правления социалистов. Обострилась и социальная ситуация: резко возросла стоимость жилья, бастовали медицинские работники, школьные учителя и преподаватели вузов, транспортники, фермеры и даже полицейские.
Из ведущих португальских политических партий шесть: социалисты, социал-демократы, Либеральная инициатива, Левый блок, Социально-демократический центр и Коммунистическая партия — включились в предвыборную гонку с обновлённым руководством, что также сказалось на ходе предвыборной кампании и результатах выборов.
Официально предвыборная кампания началась 26 февраля и завершилась за два дня до выборов, 8 марта. Как и прежде шансы получить наибольшее число голосов были у двух партий: социалистов и социал-демократов (блокировавшихся для целей выборов с партией Социально-демократический центр и Народной монархической партией). С самого начала большинство опросов общественного мнения указывало на незначительное преимущество Социал-демократической партии, и такая ситуация сохранилась до самых выборов. Программу партий и повестку дня кампании определяли социальные вопросы: ухудшение положения в области здравоохранения, нехватка медицинского персонала и работников образования, резко обострившийся жилищный кризис.

## Итоги выборов: победители и проигравшие
Самое крупное поражение по итогам выборов потерпела Социалистическая партия, потерявшая 42 депутатских мандата, большинство в парламенте и право сформировать правительство. Чуть более одного процента голосов и два парламентских кресла из шести потеряла Коалиция демократического единства. Сохранили свои позиции по числу депутатов (и практически без изменений — по числу набранных голосов) Левый блок и Либеральная инициатива (партия). Существенно улучшила свои позиции партия Livre, прибавившая три депутатских мандата к единственному, полученному по итогам выборов 2022 года. Самыми же крупными бенефициарами выборов стали Социал-демократическая партия и Партия Chega.
| Партия               | Партия                                            | Число голосов | % голосов | +/- (% голосов) | Число мандатов | +/- (мандатов) |
| -------------------- | ------------------------------------------------- | ------------- | --------- | --------------- | -------------- | -------------- |
|                      | Демократический альянс (СДП, СДЦ, НМП)            | 1 867 013     | 28.8      | ▲1,2            | 80             | ▲8             |
|                      | Социалистическая партия                           | 1 812 469     | 28.0      | ▼13,4           | 78             | ▼42            |
|                      | Chega                                             | 1 169 836     | 18.1      | ▲10,9           | 50             | ▲38            |
|                      | Либеральная инициатива                            | 319 685       | 4,9       | ▬               | 8              | ▬              |
|                      | Левый блок                                        | 282 314       | 4.4       | ▬               | 5              | ▬              |
|                      | Коалиция демократического единства (CDU, PCP-PEV) | 205 436       | 3.2       | ▼1,1            | 4              | ▼2             |
|                      | Livre                                             | 204 676       | 3.2       | ▲1,9            | 4              | ▲3             |
|                      | «Люди — животные — природа» (PAN)                 | 126 085       | 2.0       | ▲0,4            | 1              | ▬              |
| Источник: Observador |                                                   |               |           |                 |                |                |

Из 80 мест, полученных Демократический альянсом, 78 у СДП и 2 у СДЦ.
Результаты СДП (28,8 % голосов по сравнению с 27,67 % в 2022 году) выглядят как успех прежде всего на фоне сокрушительного поражения социалистов. Однако в общем раскладе качественно новая политическая ситуация налицо: правительство большинства ушло со сцены, Португалия входит в период политических коалиций и компромиссов.
Крайне правая популистская партия Chega, созданная пять лет назад, стремительно набирала популярность среди избирателей и на нынешних выборах смогла в четыре раза — с 12 до 50 мандатов — увеличить своё представительство в Ассамблее Республики. Chega получила два из четырёх мандатов, баллотировавшихся в экстерриториальных избирательных округах, а в округе Фару на юге страны впервые вышла на первое место по числу голосов, обойдя СП и СДП. По крайней мере отчасти эти результаты объясняются тем, что для многих избирателей проголосовать за Chega означало выразить протест против обеих ведущих политических партий и не означало поддержку её идеологии.
Chega остаётся третьей по числу депутатов политической силой в парламенте, однако перспективы её влияния на политический процесс выглядят неопределённо на фоне позиции СДП, предпочитающей дистанцироваться от крайне правых. В этих условиях Chega даёт понять, что не остановится перед шантажом и уже заявила, что будет блокировать принятие бюджета на 2025 год, если с ней не будут «консультироваться».
Договороспособность партий подверглась испытанию уже на первом заседании парламента: депутатам потребовалось четыре раунда голосования, чтобы избрать председателя парламента. Им стал представитель СДП Жозе Педру Агиар-Бранку, компромисс же заключался в том, что социал-демократ будет занимать эту должность лишь половину четырёхлетнего срока полномочий текущего состава парламента, после чего на посту спикера его должен будет сменить социалист.

### Комментарии
1. ↑  В качестве альтернативы роспуску парламента президенту был предложен вариант, при котором формирование нового правительства поручалось бы управляющему Банком Португалии, бывшему министру финансов Мариу Сентено; при этом социалисты сохраняли бы контроль над парламентом. Но Марселу Ребелу де Соуза решил иначе, и его выбор двумя неделями позже в ходе опроса поддержало подавляющее большинство португальцев[5].
2. ↑  При этом президент попросил Антониу Кошту продолжать руководить работой правительства в качестве «уходящего премьер-министра» (порт. primeiro-ministro seccante), и в этом качестве он оставался до официального вступления в должность его преемника Луиша Монтенегру 2 апреля 2024 года. Парламент же должен был завершить обсуждение бюджета на 2024 год и принять его, после чего был официально распущен 15 января 2024 года.
3. ↑  Несмотря на недоразумение с «прослушкой», расследование в отношении Антониу Кошты не было прекращено. До середины марта им занимался Верховный суд («по принадлежности» с учётом высокого статуса подозреваемого), а после выборов и сложения Коштой с себя обязанностей премьера материалы расследования были переданы в прокуратуру, занимающуюся делами остальных подозреваемых и обвиняемых в рамках процесса «Торговля влиянием»[8].
4. ↑  По-видимому, разрыв между этими двумя партиями был бы более значительным, если бы не одно обстоятельство, которое могло стоить социал-демократам нескольких мандатов. В выборах участвовала малая непарламентская партия, чьё название, Aliança Democratica Nacional, ADN, схоже с названием коалиции Aliança Democratica, AD, «локомотивом» которой выступала СДП. По мнению многих наблюдателей, тот факт, что в списке партий в избирательном бюллетене ADN располагалась выше, чем AD, мог ввести в заблуждение избирателей и побудить часть из них проголосовать не за ту партию. Иначе трудно объяснить почти десятикратное увеличение числа голосов, поданных за ADN по сравнению с предыдущими выборами[17].